# Лоури, Томас Мартин
Томас Мартин Лаури (Лоури) (англ. Thomas Martin Lowry; 26 октября 1874 — 2 ноября 1936) — британский химик. Основные научные работы посвящены изучению оптической активности органических соединений. Создатель протонной теории кислот и оснований (предложил почти одновременно и независимо от Й. Н. Брёнстеда).

## Биография
Томас Мартин Лаури родился в деревне Лоу Мур вблизи Брадфорда, в Уэст-Йоркшире, он был вторым сыном в корнской семье. Отец его — Реверенд Лаури, священник Методистской церкви и штабной офицер в Олдершоте.
Окончил начальную школу в Кингсвуде, а затем в 1893 году Центральный технический колледж в Южном Кенсингтоне (Лондон), где изучал химию под руководством известного химика-органика Г. Армстронга, интересы которого включали изучение природы ионов в водных растворах. В 1896 году Лаури вернулся туда работать ассистентом Армстронга, пробыв в этой должности до 1913 года. Одновременно с 1904 по 1913 год он преподавал химию в Вестминтстерском педагогическом колледже. В 1913 году был приглашён заведовать кафедрой химии в медицинской школе больницы Гая в Лондоне. В том же году он стал профессором Лондонского университета, а с 1920 года и до своей смерти возглавлял созданную в Кембриджском университете кафедру физической химии.
Во время и после Первой мировой войны (1917—1919) Лаури сотрудничал с рядом подразделений военного ведомства, в частности, с комитетом по химическим вооружениям и с комитетом по боеприпасам. За эту деятельность он был удостоен статуса Командора Ордена Британской империи и итальянского ордена Святых Маврикия и Лазаря. Он стал доктором наук в 1899 году, а также имел почетную степень магистра искусств (Кембридж) и доктора наук Дублина и Брюсселя.
С момента основания Фарадеевского общества в 1903 году Лаури — его активный член, в 1928—1930 гг. — президент. В 1914 году он был избран членом Лондонского Королевского общества. С 1925 по 1928 гг. Лаури был вице-президентом The Oil & Colour Chemists’ Association.
Он женился на дочери преподобного К. Вуда в 1904 году, в семье было два сына и дочь.

## Научные достижения
Основные научные труды Лаури связаны с изучением оптической активности органических соединений. В 1899 году Лаури открыл явление мутаротации, обнаружив изменение оптической активности свежеприготовленного раствора нитрокамфоры. Исследовал таутомерию органических соединений, обнаружив, что скорость достижения равновесия сильно зависит от растворителя, разрабатывал методы поляриметрии.
При исследовании производных камфоры Лаури обнаружил явление миграции протона, которое он назвал прототропией и считал частным случаем ионотропии. Это привело его к расширению определения кислот и оснований. В 1928 году Лаури почти одновременно с датским физикохимиком Й. Н. Брёнстедом предложил протолитическую (протонную) теорию кислот и оснований. Согласно представлениям Лаури и Брёнстеда кислота представляет собой молекулу или ион, способные быть донором иона водорода (протона), H+), а основание — молекулу или ион, способные принимать протон. Для водной среды это определение по сути совпадает с более ранним подходом С. Аррениуса, согласно которому кислотой является вещество, высвобождающее при диссоциации ион водорода, а основанием — вещество, при диссоциации которого образуется гидроксид-ион (ОН-). Однако теория Брёнстеда-Лаури распространяется также и на реакции, протекающие вне водной среды (например, образование хлорида аммония из аммиака и хлороводорода). Лаури также наблюдал, что подобные явления наблюдаются в сопряженных системах, в которых противоположные заряды на двух концах молекулы могут быть нейтрализованы миграцией электрона через всю систему.
В то время, когда Лаури начинал заниматься мутаротацией, мало что было известно о зависимости оптической активности от длины волны — в самом деле, мало что было изучено после смерти Био в 1862 году. Лаури отмечал, что незначительный прогресс в данной области может быть связан с тем, что значения оптической активности для большинства соединений не были определены в максимально широком интервале длин волн. Теме не уделялось должного внимания до такой степени, что, когда Друде пожелал проверить свою теорию оптической активности в 1907 году, были доступны только данные для кварца. В 1913 году Лаури и Диксон смогли показать, что оптическая активность десяти простых спиртов может быть описана всего одним слагаемым уравнения Друде. Через год Лаури показал, что два условия противоположного знака полностью описывают аномальную вращательную дисперсию этил-D-тартрата, подтверждая тем самым вывод, который был получен много лет назад Био и Арндтсеном, что аномальная вращательная дисперсия возникает в случае суперпозиции двух частичных вращений противоположного знака и неравных дисперсий. Аномальная вращательная дисперсия винной кислоты и тартратов являлось предметом лекций Лаури в Остине в 1921 году. Когда справедливость уравнения Друде была установлена, Лаури смог дать строгие определения того, насколько область прозрачности связана для нормальных и аномальных вращательных дисперсий, а именно, где вращения знакопостоянны всюду, или где они проходят через ноль.
Еще одним предметом, который интересовал Лаури, была концепция индуцированной асимметрии, которую он и Уокер представили в 1924 году. Они исследовали камфору и другие вещества, такие, что одна из частот, входящих в уравнение Друде, соответствовала характеристической ультрафиолетовой полосе карбонильной группы, и пришли к выводу, что электронная структура карбонильной группы также становится асимметричной под действием асимметричного атома углерода. Это введение второго (индуцированной) центра асимметрии, как полагал Лаури, в некоторых случаях может приводить к аномальной вращательной дисперсии.
Лаури также изучал хлориды серы, которые начали исследовать в Кембридже ещё до его приезда. Исследование системы сера — хлор осложняется возникновением ряда реакций диссоциации, которые протекают с различными скоростями и находятся под влиянием катализаторов, но Лаури смог подтвердить свои выводы по измерениям диэлектрических постоянных, плотностей, и поверхностного натяжения в системе. По серии точечных определений точки замерзания он сумел доказать существование красного дихлорида серы в растворе и получить его в виде кристаллического вещества при низких температурах. Он обнаружил, что доля дихлорида серы в системе сера — хлор может быть измерена с помощью спектра поглощения с определённой длиной волны, для которой дитиодихлорид и хлор являются прозрачными. Он также получил ещё несколько соединений хлора и серы, например, тетрахлорид серы, причем последний представляет собой почти бесцветное кристаллическое вещество, которое при интенсивно разлагается уже вблизи температуры плавления. Лаури обнаружил, что четыреххлористая сера является аномальной, имея более высокую диэлектрическую проницаемость в твердом состоянии, чем в расплаве, такое поведение указывает на изменения молекулярной структуры, и это согласуется с наблюдением, что четыреххлористая сера неустойчива в жидкой фазе, что было истолковано уравнением:
{\displaystyle {\mathsf {[SCl_{3}]^{+}Cl^{-}\ {\xrightarrow {-15^{o}C}}\ SCl_{2}+Cl_{2}}}}
Лаури отметил, что пентахлорид фосфора аналогично имеет более высокую диэлектрическую постоянную в твердой фазе, чем в жидком состоянии. Это явление он также отнёс к различию в молекулярной структуре, которое не может, однако, быть аналогично случаю тетрахлорида серы, поскольку определения плотности паров показывают, что пентахлорид фосфора существует в газовой фазе.
В течение последних нескольких лет Лаури занимался экспериментальным изучением бинарных систем (N2O3 — H2O и N2O4 — H2O) с целью завершения фазовой диаграммы для тройной системы (Н2O — N2O3 — N2O5). В ходе этой сложной работы было обнаружено, что при переходе перекиси азота в озонированный кислород, выделяется газ синего цвета. Газообразная смесь воспламеняется ниже 100°, показывая синий волновой фронт. Этот любопытный пример сгорания, вероятно, представляется уравнением:
{\displaystyle {\mathsf {NO_{3}+O_{3}\ {\xrightarrow {\ }}NO_{2}+2O_{2}}}}
В последние годы жизни Лаури с большим успехом расширил работу по вращательной дисперсии от прозрачных до поглощающих сред, то есть, начал изучение эффекта Коттона. В сотрудничестве с Хадзоном, он смог получить уравнения, адекватно выражающие ход кривой дисперсии во всем диапазоне длин волн, покрытой полосой поглощения. Эти уравнения были получены из результатов, представленных В. Куном в 1930.
Лаури является автором нескольких сотен статей и многих книг. Классической стала его монография «Optical Rotatory Power» (1935). Первым ввел протонную теорию в учебный курс неорганической химии.

## Награды
- Командор Ордена Британской империи (CBE)
- Орден Святых Маврикия и Лазаря
- Почетная степень магистра искусств (Кембридж)[англ.]
- Доктор наук Дублина и Брюсселя.

## Научные труды

### Англоязычные работы
- Lowry, T.M. Historical introduction to chemistry. London: Macmillan, 1936.
- Lowry, T.M. Optical rotatory power. London, 1935.
- Lowry, T.M. & Austin, P.C. Organic chemistry. London: Macmillan, 1931.
- Lowry, T.M. & Sugden, S. A Class Book of Physical Chemistry. London: Macmillan, 1930.
- Lowry, T.M. & Cavell, A.C. Intermediate Chemistry Lowry. London: Macmillan, 1968 (9Rev).
- Lowry, T.M. Inorganic Chemistry. London: Macmillan, 1931.

### Переводы на русский язык
- Лаури, Т. М. Неорганическая химия. Т. 1-2. / Пер.с англ. Под ред. С. А. Вознесенского и Л. К. Лепинь. М.: ОНТИ НКТП СССР, 1935, 1036 с.
- Лаури Т. М., Сегден С. Курс физической химии. / Пер.с англ. Под ред. и с доп. А. В. Раковского. М.; Л.: Госхимтехиздат, 1934. 484 с.